# Jean-Claude Meunier
Jean-Claude Joël Marc Meunier (* 7. Dezember 1950 in Vierzon; † 9. Dezember 1985 in Bourges) war ein französischer Radrennfahrer.

## Sportliche Laufbahn
Meunier war Straßenradsportler und Teilnehmer der Olympischen Sommerspiele 1972 in München. Im Mannschaftszeitfahren wurde er mit Guy Sibille, Henri-Paul Fin und Claude Magni auf dem 18. Rang klassiert. 1972 fuhr er mit der Nationalmannschaft die Tour of Scotland und wurde dort Zweiter hinter Ryszard Szurkowski. Die Etappenrennen Paris–Saint-Pourçain und Paris–Vierzon (ein Etappensieg) gewann er ebenfalls in jener Saison. Bei den nationalen Meisterschaften im Straßenrennen wurde er hinter Raymond Martin Zweiter. 
Meunier war von 1973 bis 1976 Berufsfahrer, er begann im Radsportteam Peugeot und blieb dort bis zum Ende seiner Laufbahn als Radprofi. 1973 war er im Prolog des Étoile des Espoirs erfolgreich. 1974 holte Meunier Etappensiege im Étoile de Bessèges und in der Mittelmeer-Rundfahrt. In der Vuelta a España 1973 schied er aus. Ab 1977 startete er wieder als Amateur und gewann 1977 erneut Paris–Vierzon (ein Etappensieg).

## Familiäres
Sein Vater Georges Meunier, sein Bruder Alain Meunier und sein Neffe Nicolas Meunier waren ebenfalls Radprofis.